# Pedreiras (Porto de Mós)
Pedreiras es una freguesia portuguesa del municipio de Porto de Mós, con 11,28 km² de superficie. Su densidad de población es de 235,4 hab/km².